# Ансалдо SVA
Ансалдо SVA су једномоторни двокрилни вишенаменски италијански авиони који су се користили у току Првог светског рата и прву декаду после рата. Производила га је италијанска фирма Gio. Ansaldo & C а пројектовали су га Umberto Savoia и Rodolfo Verduzio одатле му и скраћени назив SVA (Savoia-Verduzio-Ansaldo).

## Пројектовање и развој
До 1916. године Италијани су се што се тиче ловачких авиона ослањали на набавку у Француској. Пројектанти Умберто Савоја, Родолфо Вердузио и Челестино Росатели започели су 1916. године рад на првом италијанском ловачком типу авиона на приватну иницијативу. Њихова идеја се допала војним властима па је у сарадњи са фирмом Гио. Ансалдо & Цо. из Ђенове и њеном подружницом у Торину настављен даљи развој.
Авион SVA је првобитно замишљен као ловачки авион, међутим након испитивања и краткотрајног коришћења видело се да му је та улога неадекватна, због лоших маневарских способности, најважније карактеристике ловачких авиона. Његове добре карактеристике: импресивна брзина, максимална брзина која је била међу највећом у то време у конкуренцији како савезничких тако и непријатељских авионима, брзина пењања, оперативни плафон, долет и радијус дејства, одредиле су нову улогу овом авиону. SVA је постао одличан извиђачки авион и лаки бомбардер.
SVA је био конвенционалан двокрилац, са већим горњим крилом од доњег. Конструктивна новина код овог авиона у односу на уобичајене авионе тога доба су биле упорнице између крила. Код већине авиона оне су биле вертикалне код SVA су биле у облику латиничног слова V, гледано са предње стране авиона, крила и упорнице су чиниле једну решеткасту конструкцију која је омогућила избацивање жичаних затезача који су због вибрација у току лета авиона стварале отпор и успоравале авион.
Производња авиона је настављена и после рата, са испорученим свим примерцима поручених у току 1918. године, што је неуобичајено због великих ратних вишкова доступних тржишту након завршетка рата. Направљено је неколико варијанти овог авиона, наоружана и ненаоружана варијанта, варијанта са камерама уместо митраљеза, са додатним резервоаром за гориво, једноседа и двоседа варијанта.

## Технички опис
Труп авиона је имао дрвену решеткасту конструкцију обложену дрвеном лепенком. Попречни пресек трупа је био правоугаони од носа авиона до иза кабине пилота, иза кабине па према репу авион је имао троугласти попречни пресек. Пилот је у кабини био заштићен ветробрански стаклом и имао је лепу прегледност. Мотор је са доње и горње стране био капотиран лимом. Ови лимени поклопци су били перфорирани тако да је топао ваздух из моторног простора кроз те отворе излазио напоље. Кратке издувне цеви су директно из цилиндара пролазиле кроз капотажу са десне стране авиона.
Авиони серије SVA су обично били опремљени линијским моторима са шест цилиндара течношћу хлађени производње S.P.A. снаге 220 KS, док је варијанта SVA 10 имала мотор Isotta-Fraschini од 250 KS. Авион је покретала вучна двокрака елиса фиксног корака направљена од ламинираног дрвета. Између елисе и мотора био је постављен хладњак.
Крила су била дрвене конструкције танког профила пресвучене платном. Крила су имала трапезни облик а крилца за управљање авионом су се налазила само на горњим крилима. Хоризонтални стабилизатори и кормило висине су такође били дрвене конструкције пресвучене платном, као и вертикални стабилизатор који је био дрвене конструкције обложен платном, кормило правца је такође имао дрвени костур пресвучен платном.
Стајни трап је био класичан, носећа конструкција предњих точкова је била од заварених челичних цеви а фиксна осовина са два точка је била еластичном везом помоћу гумених кајшева везана за конструкцију. На репу као трећа ослона тачка била је еластична дрвена дрљача.

### Варијанте авиона Ансалдо SVA
Породица авиона SVA у суштини представља разне модификације једног те истог авиона без обзира што су им намене биле различите: ловац, хидроавион, извиђач, лаки бомбардер или авион за обуку, једносед или двосед. Поред овога постојале су и варијације са моторима S.P.A.6a, Isotta-Fraschini Б.6 а вршене су пробе и са мотором Лорен-Дитрих (Lorraine-Dietrich).
- SVA.1 - прототип
- SVA.2 - серија од 65 комада ваздухоплова
- ISVA - хидро верзија за италијанску морнарицу (50 ком)
- SVA.3 - ловачка варијанта
- SVA.4 - главна производна верзија
- SVA.5 - коначна производна верзија
- SVA.6 - прототип бомбардера
- SVA.8 - прототип
- SVA.9 - двосед ненаоружана верзија, извиђачки или као школски
- SVA.10 - двосед наоружани, извиђачка верзија са мотором Isotta-Fraschini од 250 KS

### Упоредни приказ авиона SVA.5 са сличним авионима у јесен 1918. год.
| Назив авиона           | Земља                | Снага  | Макс. брзина | Полетна маса | Наоружање         | Плафон лета |
| ---------------------- | -------------------- | ------ | ------------ | ------------ | ----------------- | ----------- |
| Ansaldo SVA.5          | Италија              | 265 KS | 237 km/h     | 975 kg       | 2 и 90 kg бомби   | 7000 m      |
| Fokker D.VII           | Немачко царство      | 180 KS | 189 km/h     | 910 kg       | 2                 | 6000 m      |
| Fokker D.VIII          | Немачко царство      | 110 KS | 204 km/h     | 605 kg       | 2                 | 6300 m      |
| Siemens-Schuckert D.IV | Немачко царство      | 160 KS | 190 km/h     | 735 kg       | 2                 | 8000 m      |
| SPAD S.XIII            | Француска            | 220 KS | 222 km/h     | 820 kg       | 2                 | 6650 m      |
| Sopwith Camel          | Уједињено Краљевство | 130 KS | 185 km/h     | 659 kg       | 2 и 45,2-kg-бомби | 5791 m      |
| S.E.5a                 | Уједињено Краљевство | 200 KS | 222 km/h     | 880 kg       | 2                 | 5185 m      |

## Корисници
| - Аргентина - Боливија - Бразил - Еквадор - Италија - Грузија - Литванија | - Парагвај - Пољска - Совјетски Савез - Сједињене Државе - Уругвај - Југославија |

## Оперативно коришћење
Авиони серије SVA су се производили од 1917. до 1928. године. У Првом светском рату коришћени као хидроавиони извиђачи у Италијанској ратној морнарици, као извиђачки авиони за подршку копненим операцијама на Италијанско-аустријском фронту а коришћени су и као лаки бомбардери јер је могао да понесе више лаких бомби до укупне масе 90 kg. У оперативне јединице су укључени већ током 1917. године, а почетком 1918. године извели су неколико значајних операција које су прокрчили пут ефикасном коришћењу ових авиона.
Почетком 1918. године један авион SVA је прелетео Алпе и бомбардовао један воз код Инзбрука. 21. маја 1918. године два авиона су одлетела до Фридрихсхафена и фотографисали хангаре у бази Цепелина и вратили се безбедно у своју базу на удаљености 440 миља. Следећег месеца један SVA је одлетео на задатак извиђања до Загреба на удаљености 562 миље.
Као ловци, наоружани авиони Ансалдо SVA 5 су коришћени углавном као оружана пратња великим тешким тромоторним бомбардерима Капрони Ca.4, с обзиром да су имали велики долет.
Овим авионима је у току рата и непосредно после њега извршено неколико атрактивних летова који су задивили свет и представљали су мале кораке у великом успону авијације:
- Крајем 1917. године група од 15 авиона Ансалдо SVA прелетела је релацију од Понте Сан Пиетро - Рим.
- Негде у исто време 7 авиона овог типа су прелетели раздаљину Рим - Истанбул.
- Чувени пропагандни лет за време рата изнад Беча, извршила је 9. августа 1918, ескадрила од једанаест авиона Ансалдо SVA -серије.
- Средином 1919. године извршен је прелет Италија-Барцелона-Мадрид.
- Такође средином 1919. године у Јужној Америци је извршено прелетања Анда на релацији Сантјаго де Чиле-Паломар достигавши при том највећи плафон лета од 6.800 m.
- У периоду између 14. фебруара и 31. маја 1920. године, пилоти Ферарин и Масиеро су прелетели између Рима и Токија, 18.105 km и у ваздуху провели 109 летачких сати.

### Коришћење авиона Ансалдо SVA 5 у Краљевини Југославији
Војно Ваздухопловство Краљевине СХС је дошло у посед једног SVA 5, Италијанског војног ваздухопловства након што је овај принудно слетео у Словенију јуна месеца 1919. године. Овај авион је за погон имао мотор S.P.A.6a снаге 220 KS и у нашем ваздухопловству је имао кратку службу с обзиром да је убрзо био уништен у једном удесу.

## Сачувани авиони
Данас се у свету налази сачувано 5 авиона SVA и служе као музејски експонати и 3 реплике ових авиона.